# Тымф, Андреас
Андреас Тымф (XVII век, даты жизни неизвестны) — польский монетчик, арендатор королевских монетных дворов в период правления Яна II Казимира.
Происходил из города Росток (который сейчас находится в земле Мекленбург — Передняя Померания). Прибыв в Речь Посполитую, взял на откуп монетные дворы в Познани (1650), во Всхове (1650), Ополе (1657), Кракове (1661—1668), Львове (1663). Принял управление двором в Быдгоще после своего брата Томаса (1663—1667), у которого истёк срок контракта на аренду. По условиям аренды должен был основательно восстановить монетные дворы, обеспечить их необходимым оборудованием.
После уничтожения монетных дворов во время «шведского потопа» получил у короля право чеканить монеты для всего королевства, титул генерального вардайна (пробирера), суперинтенданта всех монетных дворов Речи Посполитой (1660). За неимением серебра для чеканки монет Андреас Тымф выдвинул идею солидарной помощи государственной казне всеми жителями королевства через легальную фальсификацию монет — чеканку низкопробных монет номиналом в 1 злотый со значительным занижением содержания серебра относительно их номинальной стоимости (в одном злотом реальное содержание серебра составлял 10-15 грошей при номинале в 30 грошей). На чеканку таких злотых в 1663 году дали согласие сейм и король. Занижение содержания серебра оправдывалось надписью на монете — «Слава отечества ценнее металла» (DAT PRETIVM SERVATA SALVS POTIORQ METALLO EST). От имени автора идеи такие неполноценные монеты стали называть «тымфами». Он начал чеканить злотые во Львове (3 марта — 9 сентября 1663).
С мая 1666 года братья Тымф пытались продлить ещё на год свой двухлетний контракт на откуп монетных дворов Речи Посполитой, срок которого заканчивался. В ту пору они завладели значительным имением, за что на сейме были обвинены шляхтой в злоупотреблениях по выплатам в казну, фальсификации монет и чеканке избыточных монет с занижением содержания серебра. Во избежание ареста в феврале 1667 года Андреас Тымф бежал из Речи Посполитой в Слупск в Померании, а Томас Тымф в Пруссию.
В Польше до сих сохранилась пословица «Хорошая шутка тымфа стоит» (пол. Dobry żart tynfa wart).